# Тийлт
Тийлт (на нидерландски: Tielt) е град в Северозападна Белгия, окръг Тийлт на провинция Западна Фландрия. Населението му е около 19 300 души (2006).

## Известни личности
Родени в Тийлт
- Годфрид Данелс (р. 1933), духовник
- Брийк Схоте (1919 – 2004), колоездач